# Мойсіка
Мойсіка (рум. Moisica) — село у повіті Бузеу в Румунії. Входить до складу комуни Смеєнь.
Село розташоване на відстані 88 км на північний схід від Бухареста, 17 км на південь від Бузеу, 101 км на південний захід від Галаца, 124 км на південний схід від Брашова.

## Населення
За даними перепису населення 2002 року у селі проживали 372 особи, усі — румуни. Усі жителі села рідною мовою назвали румунську.